# Kleine Zeitung
 (juillet 2025).
Si vous disposez d'ouvrages ou d'articles de référence ou si vous connaissez des sites web de qualité traitant du thème abordé ici, merci de compléter l'article en donnant les références utiles à sa vérifiabilité et en les liant à la section « Notes et références ».

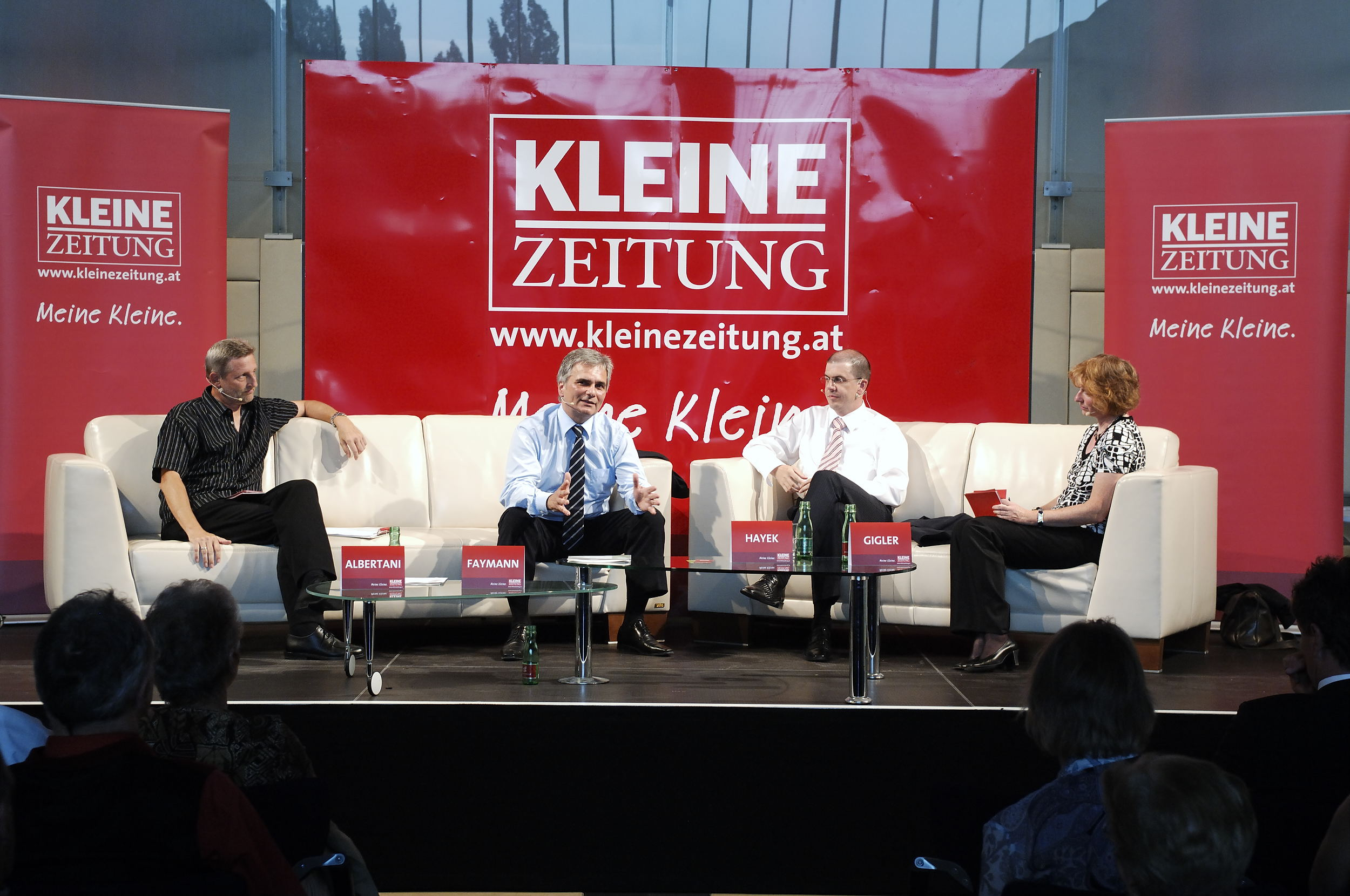

Kleine Zeitung est un quotidien régional autrichien fondé en 1904 par le Katholischer Preßverein. Il est publié dans le sud du pays (en Styrie, Carinthie et Tyrol oriental) par Styria Medien AG qui a son siège à Graz. Le journal est un associé de l'Austria Presse Agentur.